# Соуто, Рафаэль
Рафаэ́ль А́нхель Со́уто Ка́стро (исп. Rafael Ángel Souto Castro, 24 октября 1930, Монтевидео — неизвестно) — уругвайский футболист, игравший на позиции нападающего. Участник чемпионата мира 1954 года в составе национальной сборной Уругвая.

## Клубная карьера
Соуто родился в семье родителей из Галисии и начал свою профессиональную карьеру в 1950 году в «Насьонале» из Монтевидео. Следующие пять лет он был основным игроком команды и завоевал чемпионский титул в её составе в 1952 году. В 1955 году он перешёл в «Атлетико Мадрид», став первым уругвайским игроком в истории клуба. Однако за два года Рафаэль провёл всего 5 матчей, в которых забил один гол.
В 1957 году вернулся в «Насьональ» и в том же году стал чемпионом Уругвая во второй раз в своей карьере. В 1958 году снова отправился в Испанию, присоединившись к клубу третьего дивизиона «Эльче». Сезон 1958/1959 в составе команды Сегунды «Депортиво Ла-Корунья» стал для Соуто последним в профессиональном футболе, по его итогам нападающий провёл 18 матчей и забил 4 мяча. Соуто скончался, однако точная дата его смерти неизвестна.

## Карьера в сборной
В 1953 году Соуто был включён в состав сборной Уругвая на чемпионат Южной Америки. 1 марта 1953 года в рамках турнира дебютировал в национальной сборной в матче против Чили (2:3). На этом чемпионате он провёл ещё два матча против бразильцев и хозяев, перуанцев, а его сборная завоевала бронзовые награды.
В 1954 году сыграл два товарищеских матча против европейских сборных: против Швейцарии 25 мая и Саара 5 июня. Это была единственная игра в недолгосрочной истории Саара против неевропейской команды.
В том же году Соуто вошёл в заявку сборной Уругвая на чемпионат мира. На этом турнире он провёл только одну игру, выйдя на поле в полуфинальном матче против Венгрии (2:4) из-за травмы Обдулио Варелы. Эта игра стала для Соуто шестой и последней в составе национальной команды, а его сборная заняла на турнире четвёртое место.

## Достижения
«Насьональ»
- Чемпион Уругвая (2): 1952, 1957

Сборная Уругвая
- Бронзовый призёр Чемпионата Южной Америки: 1953